# Venus d'Arle
La Venus d'Arle o Venus d'Arles és una copia romana d'una escultura grega antiga que procedeix d'Arle, a la Provença, i es conserva a París, al Museu del Louvre. L'aspecte actual també inclou parts que l'escultor François Girardon hi va afegir quan la va restaurar al segle xvii, com ara els braços
Va ser trobada l'any 1651 al Teatre romà d'Arle, dividida en tres fragments i sense braços. Va passar a formar part de les col·leccions reials franceses quan va ser oferta pels regidors d'Arle al rei Lluís XIV l'any 1683 per a la decoració del Palau de Versalles. El 1798 es va incorporar al Museu del Louvre
Representa la deessa Venus (Afrodita) i es considera una còpia feta a la darreria del segle I aC en temps de l'emperador August, d'una obra original de l'escultor grec Praxíteles, concretament l'Afrodita de Tèspies (segle IV a.C). Fa 1,94 m d'alçada i es feta de marbre blanc del Mont Hímet
La deessa és representada dempeus i amb el cos nu. L'himatió tan sols li cobreix de cintura per avall. Té el cap girat i inclinat cap a un costat, com si s'estigués mirant al mirall que sosté amb la ma esquerra. El braç dret el té aixecat, aguantant la poma de la discòrdia.
Els braços són afegits arran de la restauració de François Girardon. i comporten una lectura d'aquesta obra en relació amb el Judici de Paris, com si Venus hagués agafat la poma llençada per Eris i s'estigués mirant al mirall per assegurar-se que sortira al judici com la més bonica.
Hi ha diverses còpies, versions i obres d'art inspirades en aquesta estàtua.